# Hans Duncker (Politiker)
Hans Duncker (* 12. November 1904 in Reitbrook; † 14. Februar 1974 in Hamburg) war ein deutscher Politiker (DP, CDU).
Duncker war Landwirt von Beruf. Er bewirtschaftete einen Hof in Reitbrook. Zum 1. Mai 1932 trat er der NSDAP bei (Mitgliedsnummer 1.153.825).
Nach dem Zweiten Weltkrieg engagierte er sich zunächst in der Deutschen Partei, für die er von 1957 bis 1961 der Bezirksversammlung Bergedorf angehörte. Durch die Fusion seiner Partei mit dem GB/BHE kam er zum Fusionsprodukt Gesamtdeutsche Partei, für die er bei der Bundestagswahl 1961 erfolglos im Bundestagswahlkreis Hamburg-Bergedorf kandidierte. Später trat er der CDU bei, für die er von 1966 bis zu seinem Tode der Hamburgischen Bürgerschaft angehörte. Zugleich war er von 1966 bis 1970 erneut Bezirksabgeordneter in Bergedorf. Nach ihm ist die Hans-Duncker-Straße in Allermöhe benannt.